# Philodendron deltoideum
Philodendron deltoideum är en kallaväxtart som beskrevs av Eduard Friedrich Poeppig. Philodendron deltoideum ingår i släktet Philodendron och familjen kallaväxter.
Artens utbredningsområde är Peru. Inga underarter finns listade.